# جيف هورن
جيف هورن (بالإنجليزية: Jeff Horn)‏ (مواليد 4 فبراير 1988) هو ملاكم أسترالي، مثّل بلاده في الألعاب الأولمبية الصيفية 2012.

## روابط خارجية
جيف هورن على موقع بوكس ريك (الإنجليزية) (registration required)
- جيف هورن على موقع أوليمبيديا (الإنجليزية)
- جيف هورن على موقع اللجنة الأولمبية الأسترالية (الإنجليزية)